# 中国水稻研究所
中国水稻研究所，位于中華人民共和國浙江省杭州市，为非营利性研究机构。隶属于中国农业科学院和浙江省人民政府双重领导。现任所长程式华。建设有国家水稻数据中心。与浙江大学共建有水稻生物学国家重点实验室。
2014年山稻利用價值的專案引起浙江省政协高度关注，中國水稻研究所視為農民脫貧的另類方法，若將油茶樹和山稻穿插種植，稻長得比草快反壓制了雜草的生長，稻米收穫後還能賣錢補貼除草費用，大幅優化了油茶樹的生長環境。林業科學院前期在全省的武义、新昌、青田等地油茶、香榧等林地套种山稻累计5000亩。實驗結果每年每亩可减少除草费用500元人民幣，山稻本身又多收产值为3000元，讓樹類每亩增加产值可达2万元。